# Ranoidea eucnemis
Ranoidea eucnemis (tên tiếng Anh: Fringed Tree Frog) là một loài ếch thuộc họ Pelodryadidae.
Loài này có ở Úc, Tây Papua (Indonesia), và Papua New Guinea.
Môi trường sống tự nhiên của chúng là rừng ẩm vùng đất thấp nhiệt đới hoặc cận nhiệt đới, vùng núi ẩm nhiệt đới hoặc cận nhiệt đới, sông ngòi, sông có nước theo mùa, vườn nông thôn, và rừng trước đây suy thoái nghiêm trọng.
Chúng hiện đang bị đe dọa vì mất môi trường sống.